# Franc Kramar (glasbenik)
Franc Kramar, slovenski zbiralec ljudskih pesmi, organist in skladatelj, * 27. september 1890, Matena, † 8. november 1959, Strahomer.

## Življenjepis
Kramar je ljudsko šolo obiskoval na Igu pri očetu, ki je bil mizar, pa je imel svoj pevski zbor, se učil orglanja in bil pri 16 letih začasni organist na Igu. 17 let star je zložil blizu 40 napevov (Ižanski odmevi). Po vojni je tri mesece obiskoval ljubljansko orglarsko šolo, potem šel za organista v Preserje, Tomišelj in slednjič v Poljane.

## Delo
Od leta 1903 do 1914 je nabral 4470 ljudskih pesmi z napevi, ki jih hrani Glasbenonarodopisni inštitut v Ljubljani. Zapisoval je tudi glasbene narečne značilnosti in zapise opremil z vsemi potrebnimi podatki. Svoje delo je opisal v Cerkvenem glasbeniku (1922 do 1929) in nekaj zapisov objavil v knjižici Dobrepolje in okolica (1933).